# Női 400 méteres gátfutás a 2005. évi nyári európai ifjúsági olimpiai fesztiválon
A 2005. évi nyári európai ifjúsági olimpiai fesztiválon az atlétikai versenyszámokat Lignano Sabbiadoróban rendezték. A női 400 méteres gátfutás előfutamait július 4-én, a döntőt pedig július 6-án rendezték.

## Előfutamok
| H  | F | Név                  | Nemzet              | E       | Mj |
| -- | - | -------------------- | ------------------- | ------- | -- |
| 1  | 1 | Fabienne Kohlmann    | Németország         | 1:00.2  | QA |
| 2  | 3 | Aneta Pecnová        | Csehország          | 1:01.19 | QA |
| 3  | 3 | Claudia Maniero      | Olaszország         | 1:01.29 | qA |
| 4  | 2 | Anastasiya Buldakova | Fehéroroszország    | 1:01.87 | QA |
| 5  | 2 | Kalyn Sheehan        | Írország            | 1:02.52 | qA |
| 6  | 2 | Veera Duman          | Észtország          | 1:02.65 | qA |
| 7  | 1 | Lucia Slanicková     | Szlovákia           | 1:03.2  | qB |
| 8  | 3 | Gorana Cvijetic      | Bosznia-Hercegovina | 1:03.21 | qB |
| 9  | 1 | Eva Duinslaeger      | Belgium             | 1:03.6  | qB |
| 10 | 1 | Julijana Jurman      | Horvátország        | 1:03.7  | qB |
| 11 | 1 | Nilay Senoglu        | Törökország         | 1:03.8  | qB |
| 12 | 3 | Susanne Dekkers      | Hollandia           | 1:03.80 | qB |
| 13 | 2 | Aleksandra Odincova  | Lettország          | 1:04.04 |    |
| 14 | 2 | Marzena Koscielniak  | Lengyelország       | 1:04.05 |    |
| 15 | 3 | Raya Stoynova        | Bulgária            | 1:06.13 |    |
| 16 | 2 | Nina Sungayeva       | Azerbajdzsán        | 1:10.73 |    |

## Döntő
| A döntő | A döntő              | A döntő             | A döntő | A döntő |
| H       | Név                  | Nemzet              | E       | Mj      |
| ------- | -------------------- | ------------------- | ------- | ------- |
| Arany   | Fabienne Kohlmann    | Németország         | 58.88   |         |
| Ezüst   | Anastasiya Buldakova | Fehéroroszország    | 1:00.15 |         |
| Bronz   | Aneta Pecnová        | Csehország          | 1:00.39 |         |
| 4       | Claudia Maniero      | Olaszország         | 1:00.42 |         |
| 5       | Veera Duman          | Észtország          | 1:02.11 |         |
| 6       | Kalyn Sheehan        | Írország            | 1:02.51 |         |
| B döntő |                      |                     |         |         |
| H       | Név                  | Nemzet              | E       | Mj      |
| 1       | Susanne Dekkers      | Hollandia           | 1:01.52 |         |
| 2       | Gorana Cvijetic      | Bosznia-Hercegovina | 1:02.47 |         |
| 3       | Lucia Slanicková     | Szlovákia           | 1:02.83 |         |
| 4       | Eva Duinslaeger      | Belgium             | 1:03.11 |         |
| 5       | Nilay Senoglu        | Törökország         | 1:03.89 |         |
| 6       | Julijana Jurman      | Horvátország        | 1:04.91 |         |